# الاستراتيجية الجنوبية

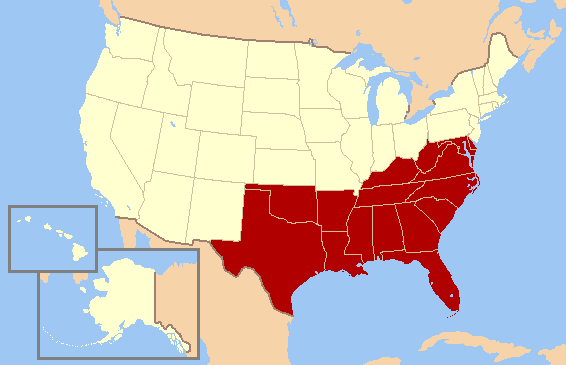
جنوب الولايات المتحدة تبعًا للتعريف الذي وضعه مكتب التعداد الوطنيّ

في السياسة الأمريكية، الاستراتيجية الجنوبية (بالإنجليزية: Southern strategy)‏، كانت إستراتيجية انتخابية للحزب الجمهوري لزيادة الدعم السياسي بين الناخبين البيض في الجنوب عن طريق الميل نحو العنصرية ضد الأمريكيين الأفارقة. مع زيادة التوترات العرقية الموجودة أصلًا بفعل حركة الحقوق المدنية وإلغاء قوانين جيم كرو في خمسينيات وستينيات القرن العشرين بشكل ملحوظ في جنوب الولايات المتحدة، بدأ سياسيون جمهوريون كالمرشح الرئاسي ريتشارد نيكسون والسيناتور باري غولدووتر بتطوير استراتيجيات ساهمت بنجاح في إعادة اصطفاف العديد من الناخبين البيض المحافظين في الجنوب سياسيًّا، والذين كان يعرف عنهم دعمهم للحزب الديمقراطي عبر التاريخ أكثر من الحزب الجمهوري. ساعد هذا أيضًا في دفع الحزب الجمهوري نحو اليمين أكثر بكثير مما سبق.
تشير «الاستراتيجية الجنوبية» بشكل رئيسي إلى طريقة إعادة الاصطفاف السياسي «من الأعلى إلى الأسفل» التي حدثت في الجنوب والتي تؤشر إلى محاكاة القادة السياسيين الجمهوريين عمدًا لعنصرية العديد من البيض الجنوبيين رغبةً في اكتساب دعمهم. يُعتقد بشكل عام أن هذه الطريقة من الأعلى للأسفل التي تتميز بها الاستراتيجية الجنوبية هي القوة الرئيسية المحركة التي حولت الميول السياسية الجنوبية عقب حقبة الحقوق المدنية. شكك مؤرخون بهذه الرؤية، ومنهم ماثيو لاسيتر وكيفن م. كروز وجوزيف كريسبينو، الذين قدموا طريقة «من الأسفل إلى الأعلى» كشرح بديل، وهو ما دعاه لاسيتر «إستراتيجية الضواحي». يعتبر هذا الشرح ردة الفعل العرقية محوريةً في إعادة اصطفاف الجنوب، ولكنه يقترح أن ردة الفعل هذه اتخذت شكل دفاع عن تقسيم عرقي مفروض كأمر واقع في الضواحي بدل اعتباره مقاومةً صريحة للدمج العرقي وأن ردة الفعل هذه مسألة على الصعيد الوطني لا تقتصر على الجنوب وحسب.
النظرة العامة إلى الحزب الجمهوري على أنه أدى دور «أداة سيادة البيض في الجنوب»، وخصوصًا خلال حملة غولدووتر الانتخابيية والانتخابات الرئاسية لعام 1968 و1972، جعلت من الصعب على الحزب الجمهوري أن يستعيد دعم الناخبين السود في الجنوب في السنوات اللاحقة. في عام 2005، قدم كين ميلمان رئيس اللجنة الوطنية للجمهوريين اعتذارًا رسميًّا للجمعية الوطنية للنهوض بالملونين، وهي منظمة حقوق مدنية، لاستغلال الاستقطاب العرقي لكسب الانتخابات وتجاهل أصوات الناخبين السود.

## تمهيد

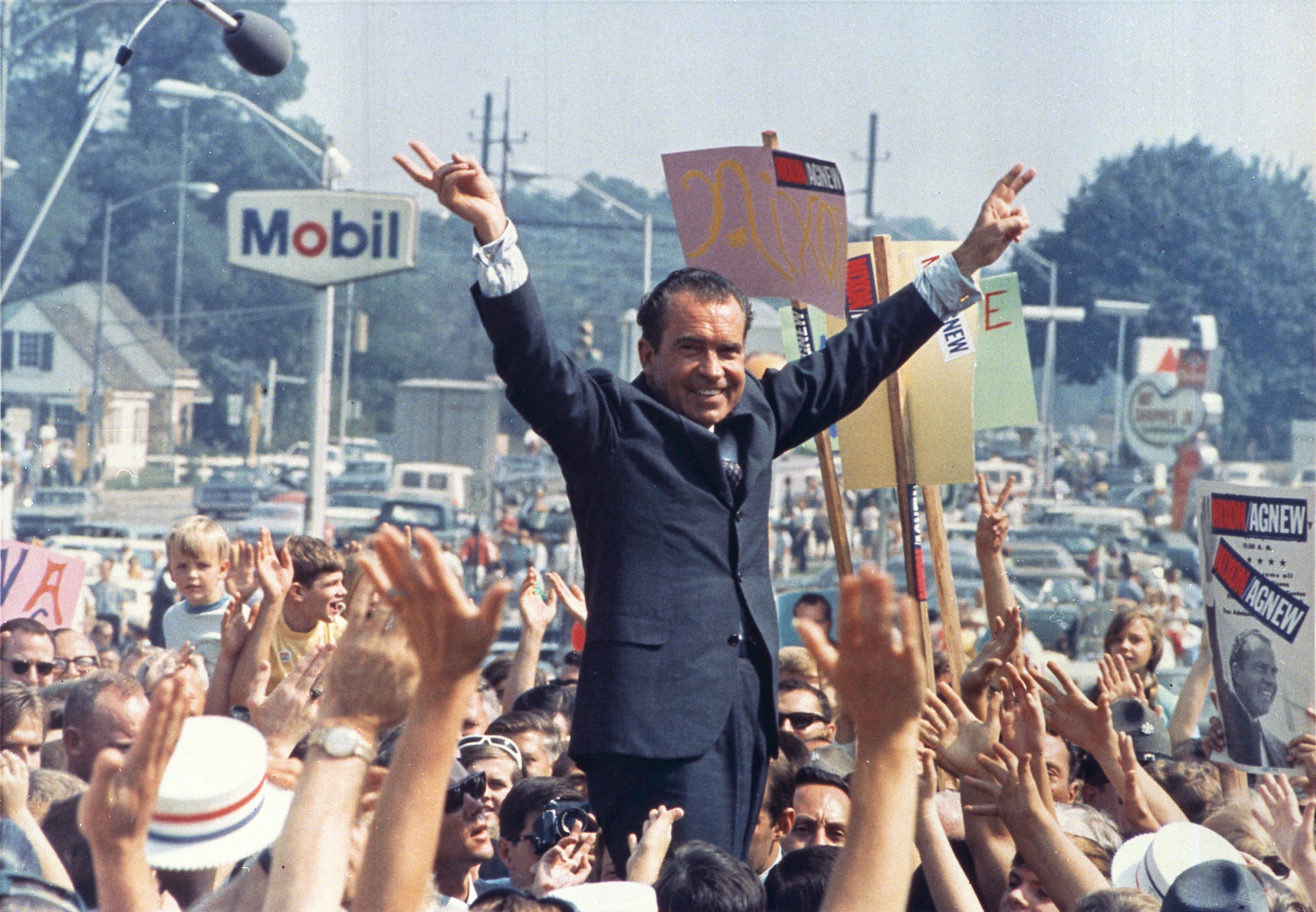
ريتشارد نيكسون خلال فعالية انتخابية عام 1968

مع أن عبارة «الاستراتيجية الجنوبية» تنسب عادةً لكيفين فيليبس، المخطط الاستراتيجي الخاص بريتشارد نيكسون، فإنه لم يؤلفها ولكنه شهرها. في مقابلة مذكورة في مقال على صحيفة نيويورك تايمز عام 1970، صرح فيليبس بأن تحليله مبني على دراسات للتصويت على أساس عرقي:
من الآن وصاعدًا، لن يحصل الجمهوريون أبدًا على أكثر من 10 إلى 20 بالمئة من أصوات الزنوج وهم لا يحتاجون لأكثر من ذلك... ولكن رؤية الجمهوريين ستكون قاصرة إذا أوهنوا تطبيق قانون حقوق الانتخاب. كلما زاد عدد الزنوج الذين يسجلون أنفسهم كديمقراطيين في الجنوب، كان انسحاب البيض الكارهين للزنوج من الحزب الديمقراطي وانضمامهم للجمهوريين أسرع. دون ذلك الحث من السود، سينزلق البيض إلى وضعهم السابق المريح مع الديمقراطيين المحليين.
في حين كان فيليبس يسعى لزيادة سلطة الجمهوريين عن طريق جعل التصويت حسب العرق بشكل عام أكثر قطبيةً، وليس اكتساب الجنوب الأبيض وحسب، الجنوب كان أكبر جائزة تنتج عن هذه الطريقة بفارق كبير. بدأ نجاحها على المستوى الرئاسي. بدأ الناخبون الجنوبيون تدريجيًّا بانتخاب الجمهوريين للكونغرس وفي النهاية لمناصب في الولايات ومناصب محلية، وتحديدًا مع تقاعد بعض الديمقراطيين المناصرين للتفرقة العنصرية أو تحولهم للحزب الجمهوري. بالإضافة إلى ذلك فقد عمل الحزب الجمهوري لسنوات على تطوير المنظمات السياسية الخاصة بالحركات الشعبية على امتداد الجنوب، داعمًا المرشحين لمجالس المدارس المحلية والمدن والمقاطعات على سبيل المثال، ولكن عقب فضيحة ووترغيت خرج الجنوبيون دعمًا للمرشح «الابن المحبوب» جيمي كارتر، وهو ديمقراطي من الجنوب.
من عام 1948 حتى 1984، أصبحت ولايات الجنوب، والتي كانت حصنًا منيعًا للحزب الديمقراطي على مدى عقود، الولايات المصيرية لتحديد نتائج الانتخابات، وهي التي وفرت هوامش الربح في الصوت الشعبي لانتخابات أعوام 1960 و1968 و1976. خلال هذه الحقبة، عبر العديد من المرشحين الجمهوريين عن مناصرتهم لحقوق الولايات، وهو عكس الموقف الذي اتخذته ولايات الجنوب قبل الحرب الأهلية. قال بعض المحللين السياسيين إن هذا المصطلح -أي «حقوق الولايات»- كان يُستخدم في القرن العشرين «ككلمة سر» لتمثيل معارضة التطبيق الفدرالي للحقوق المدنية للسود والتدخل الفدرالي في الولايات؛ عارض العديد من أهالي الجنوب إمرار قانون حقوق الانتخاب.

## خلفيتها

### إعادة إعمار الجنوب الصلب في القرن العشرين
خلال حقبة إعادة الإعمار (1863-1877)، بنى الحزب الجمهوري قاعدته الجماهيرية على امتداد الجنوب وسيطر لفترة في كل ولاية باستثناء فيرجينيا، ولكنه على الصعيد الوطني أعطى الأولوية دائمًا لعملياته الأكثر استقرارًا بكثير في ولايات الشمال. لم يثق حزب الشمال بالجنوبيين المؤيدين لسياسات إعادة الإعمار (كانوا يُدعون سكالاواغ، أي حيوانات المزارع الرديئة، إهانةً لهم)، وكان يعتبر الشماليين الجشعين الذين انتقلوا في تلك الفترة إلى الجنوب (كانوا يدعون كاربت باغرز، أي حازمي الحقائب، إهانةً لهم) كريهين وأنهم لم يكونوا يحترمون المكون الأسود للحزب الجمهوري في الجنوب. يقول ريتشارد آبوت إن الجمهوريين الأمريكيين على الصعيد الوطني كانوا دائمًا «يؤكدون على أهمية بناء قاعدة لهم في الشمال بدل توسعة الحزب باتجاه الجنوب، ومتى ما تضاربت احتياجات الشمال والجنوب كان الأخير دائمًا هو الخاسر». في عام 1868، أنفق الحزب الجمهوري 5% فقط من صندوقه الحربي في الجنوب. أعيد انتخاب يوليسيس س. غرانت وأشارت منصة نيويورك أن الوقت حان للجمهوريين الجنوبيين كي «يعتمدوا على أنفسهم أو يموتوا!». (أي أن يهتموا بشؤونهم بأنفسهم).
في سلسلة من التسويات، كتسوية عام 1877، سحب الحزب الجمهوري القوات العسكرية الأمريكية التي دعمت آخر ثلاثة حاكمي ولايات تابعين للحزب في مقابل اكتساب البيت الأبيض لصالح رذرفورد ب. هايز. كانت كل الولايات الجنوبية حينها تحت سيطرة الحزب الديمقراطي، الذي زاد عقدًا تلو العقد سيطرته على كل نواحي السياسة تقريبًا في الولايات التي كانت تابعة للكونفدرالية فيما سبق. كان هناك بضع مناطق متناثرة تحت سيطرة الحزب الجمهوري، غالبًا في المناطق الجبلية البعيدة.
بعد عام 1890، اتبع الديمقراطيون البيض عدة أساليب لتقليل تصويت الأمريكيين من أصول أفريقية والبيض الفقراء. بدؤوا ثمانينيات القرن التاسع عشر بإمرار تشريعات تجعل عمليات الانتخاب أعقد وتتطلب في بعض الحالات دفع ضرائب انتخابية، لتشكل حاجزًا أمام الفقراء من العرقين.
من عام 1890 حتى 1908، فرض المشرعون البيض الديمقراطيون في كل ولاية جنوبية دساتير جديدة أو إصلاحات دستورية ذات أحكام لإقصاء معظم السود وعشرات آلاف البيض الفقراء. تطلبت الأحكام دفع ضرائب لصندوق الانتخابات، وشروط معقدة للإقامة، واختبارات محو أمية، ومتطلبات أخرى كانت مطبقة بشكل متحيز ضد السود. مع خسارة السود لأصواتهم، خسر الحزب الجمهوري قدرته على المنافسة بشكل فعال في الجنوب. كان هناك انخفاض مؤثر في عدد الناخبين مع تفعيل هذه الإجراءات، وهبوط في مشاركة الأمريكيين من أصول أفريقية طبق لعقود في كل الولايات الجنوبية.
كان للسود صوت في الحزب الجمهوري، وخاصةً في اختيار المرشحين الرئاسيين في المؤتمر الوطني. يجادل كل من بوريس هيرسينك وجيفري أ. جينكنز أن القادة الجمهوريين في الفترة ما بين عامي 1880-1928 تبنوا على المستوى الرئاسي «إستراتيجية جنوبية» عن طريق «الاستثمار بشكل كبير في الحفاظ على تنظيم حزبي بالحد الأدنى في الجنوب، كطريقة لخلق قاعدة انتخابية يعتمد عليها في المؤتمرات». كنتيجة لذلك، ذهبت الرعاية الفدرالية للسود الجنوبيين لطالما كان هناك جمهوري في البيت الأبيض. تفجرت المسألة في عام 1912 عندما استغل الرئيس ويليام هاوارد تافت سيطرة التفويضات الجنوبية لهزيمة الرئيس السابق ثيودور روزفلت في المؤتمر الوطني للجمهوريين.